# Vratislav Bušek
Vratislav Bušek (14. května 1897 Košíře – 12. června 1978 New York) byl český právník, profesor církevního práva. Působil na právnických fakultách v Bratislavě, Brně a Praze. Po roce 1948 z Československa emigroval.

## Život
Studoval gymnázia na Královských Vinohradech a v Mladé Boleslavi, poté se zapsal na Právnickou fakultu Univerzity Karlovy, kterou absolvoval roku 1919 a o rok později zde získal doktorát práv. Ještě před promocí působil v různých úřednických pozicích, ale na základě vlivu a přímluvy profesora Hennera pokračoval ve studiu na univerzitách v Paříži a Římě a roku 1921 se v Praze habilitoval. Přednášel zde o manželském právu, finanční zajištění mu ale přinášela práce v církevním odboru ministerstva školství, kde se i později podílel na vydání sbírky předpisů státního církevního práva. Zároveň byl pověřen výukou na nově vzniklé Právnické fakultě Univerzity Komenského v Bratislavě, kde byl roku 1924 jmenován mimořádným a o pět let později řádným profesorem církevního práva. Pro svůj obor např. získal Ľudovíta Knappeka, který se zde habilitoval. V letech 1931–1932 a 1938 zde byl Vratislav Bušek také děkanem a mezi roky 1936–1937 dokonce rektorem celé univerzity. Tento rychlý postup mu do jisté míry kompenzoval zklamání z nezdaru získat po prof. Hennerovi stolici církevního práva v Praze, v čemž byl úspěšnější tamější docent Josef Tureček. Mezi oběma pak vznikla dlouhodobá animozita. Vědecky se Bušek kromě právně historických otázek zabýval především vztahem státu a církve, byl také členem komise Ministerstva zahraničních věcí pro vykonávání modu vivendi.
Krize závěru 30. let však jeho slibnou bratislavskou kariéru přerušila, koncem roku 1938 byl donucen autonomní Slovensko opustit a na krátký čas, do uzavření českých vysokých škol v listopadu 1939, se stal profesorem církevního práva na Právnické fakultě Masarykovy univerzity v Brně. Koncem roku 1941 byl zatčen gestapem a až do konce války byl vězněn v koncentračním táboře Mauthausen. Po válce byl i přes počáteční odpor profesorského sboru jmenován řádným profesorem dějin církevního práva a navíc římského práva na pražské právnické fakultě, ovšem hned po Únoru 1948 byl jako aktivní člen národně socialistické strany z rozhodnutí akčního výboru z fakulty odstraněn. Vratislav Bušek následně emigroval do USA, kde se jako místopředseda účastnil aktivit Czechoslovak Society of Arts and Sciences a byl redaktorem Svobodné Evropy. V roce 1961 se stal předsedou Liberálně-demokratické unie střední a východní Evropy v USA při Liberální internacionále, kde zastupoval exilovou organizaci československých národních socialistů. Československou justicí byl v nepřítomnosti odsouzen k trestu smrti. Rehabilitován byl až posmrtně roku 1990 rozhodnutím pražského městského soudu.

## Dílo
- Církev, stát a jinověrci v Codexu iuris canonici (1922)
- Prameny poznání historie církevního práva (1924, 1933)
- Církevní soudnictví ve věcech civilních v říši římské v I.–V. století po Kristu (1925)
- Církev a stát ve středověku I. Ranní středověk (1926)
- Církev a stát ve starověku (1926)
- Poválečné konkordáty (1926)
- Studium práva církevního a jeho metody (1927)
- Učebnice dějin práva církevního (1929, 1946, 1947)
- Poměr státu k církvím. Všeobecný historický přehled (1930)
- Československé církevní zákony I., II. (1931)
- Náš socialismus. Příspěvek k ideologii čs. strany národně socialistické (1945, 1947)
- Comenius (1972)